# Torkmedel

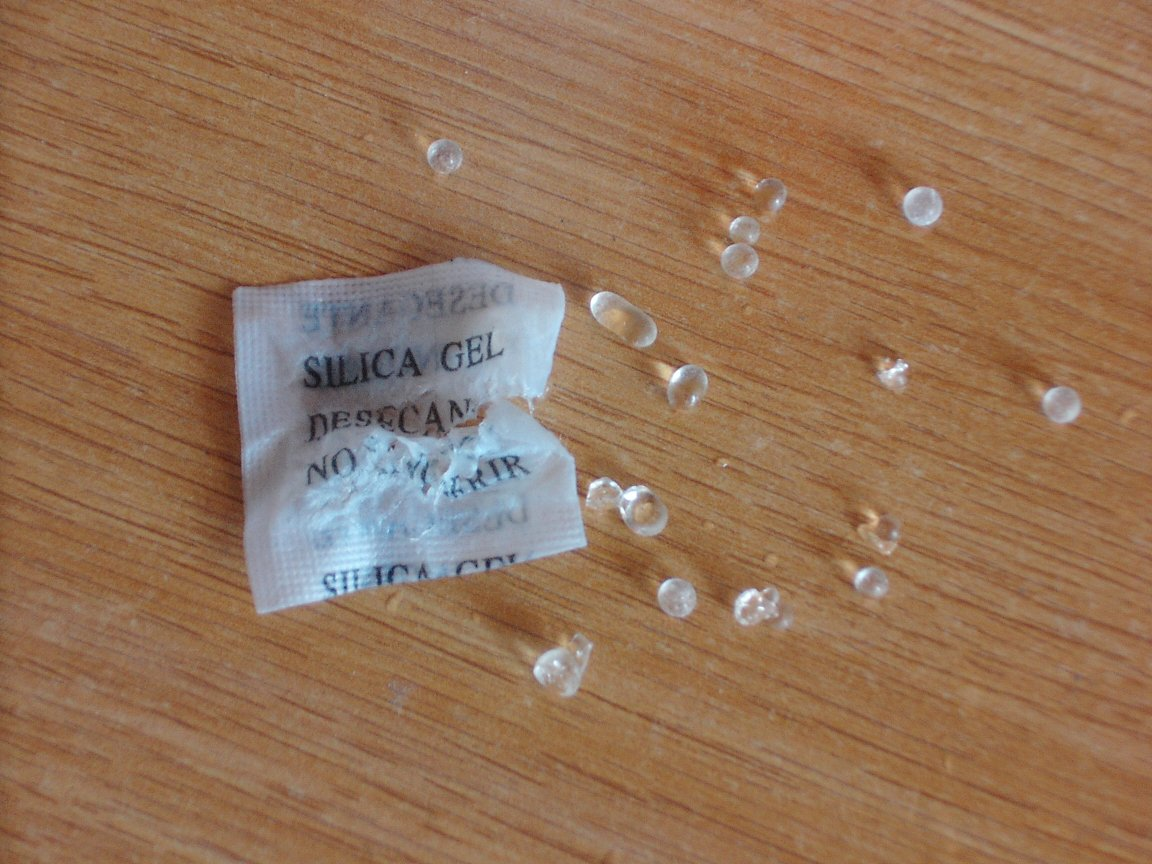
Silikagel

För torkmedel i målningsfärg, se Sickativ
Torkmedel är en hygroskopisk substans som tar upp fukt och därför håller luften i sin omedelbara närhet i en sluten behållare fuktfri.
Vanligen använda torkmedel är fasta granulat och verkar genom absorption eller adsorption av vatten, eller bådadera. Torkmedel för speciella ändamål kan vara i annat än fast form och kan verka på annat sätt, till exempel genom att reagera kemiskt med vattnet. 
Torkmedel används vanligen för att skydda fuktkänsliga produkter eller ämnen från att förstöras. Ofta använda torkmedel är silikagel, kalciumsulfat (gips), vattenfri kalciumklorid eller molekylsiktar. Silikagel används ofta vid leveransförpackning av instrument (elektronik, kameror, musikinstrument) och som torkmedel i en exsickator. Det kan regenereras genom upphettning i ugn och har ofta en indikator (kobolt(II)klorid) som gör partiklarna blåa så länge de är torra och rosa då de har tagit upp fukt så att de inte har kvar sin kapacitet (blågel, se nedan).
Ett enkelt lågteknologiskt torkmedel är ris, som tillsätts saltströare för att hindra saltet att klumpa sig. 
För torkning av gaser, det vill säga avlägsna vattenånga ur en gas, använder man ofta koncentrerad svavelsyra, genom vilken man bubblar gasen - exempelvis i en gastvättflaska. Förr ställde man små behållare med svavelsyra mellan fönstren under vintern för att hindra kondensering på rutorna – det gällde då att vara vaksam så att svavelsyran inte tog upp så mycket vatten att behållaren svämmade över och svavelsyran förstörde fönsterkarmarna.

## Toxicitet
Ett torkmedel kan väljas för ett bestämt ändamål inte bara med hänseende till dess effektivitet som torkmedel utan också grundat på dess naturliga effekt mot växt av mikroorganismer eller avsaknad av skadlig inverkan på människor. Så har natriumklorid, bordssalt, konserverande effekt samtidigt som det i måttliga mängder är oskadligt för människan och används därför ofta som torkmedel för mat.

## Kemisk reaktivitet
I många fall är det önskvärt att torkmedel är kemiskt stabila och inerta, så att de inte påverkar de produkter de används för att torka. Detta utesluter för många användningar torkmedel som annars är mycket effektiva, till exempel koncentrerad svavelsyra, osläckt kalk (kalciumoxid) eller difosforpentoxid. Kemiskt stabila och inerta torkmedel är till exempel kiselgel (silikagel), molekylsiktar och torkmedel baserade på lera.

## Effektivitet
Ett mått på torkmedlets effektivitet är hur stor mängd vatten en given mängd torkmedel kan ta upp. Ett annat mått på torkmedlets effektivitet är hur stor mängd fukt som återstår i luften efter det torkmedlet har fått verka. Effektiviteten beror på temperaturen och på absoluta eller relativa fukthalten i den luft som skall torkas. Dessa parametrar kan bestämmas kvantitativt, men i allmänhet avgörs valet av torkmedel för en given användning av praktiska prov och erfarenhet.

## Färgindikatorer
Man använder ofta någon indikator i torkmedlet för att genom dess färgomslag kunna avgöra hur mycket kapacitet som torkmedlet har kvar. En vanlig indikator är koboltklorid (CoCl2). Vattenfri koboltklorid är blå. När den binder sig till två molekyler vatten, (CoCl2•2H2O), blir den purpurfärgad. Ytterligare hydrering ger det rosa hexahydratet [Co(H2O)6]Cl2.

## Torkning av lösningsmedel

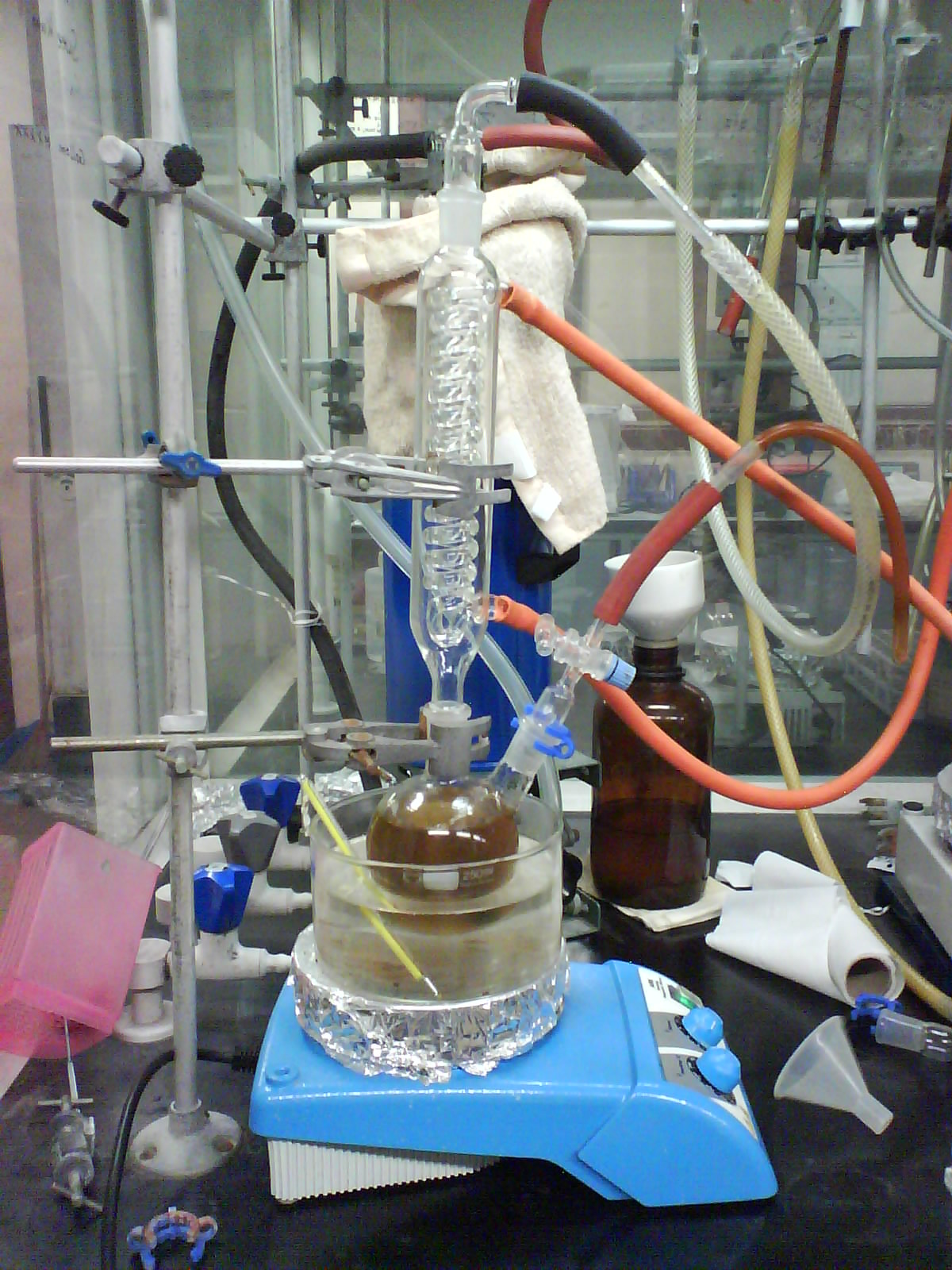
Toluen destilleras under återflöde med natrium och benzophenon för att ge torrt syrefritt toluen. Detta har uppnåtts när den intensivt blå färgen från benzophenone ketylradikalen kan ses.

Torkmedel används också för att erhålla vattenfria lösningsmedel, som kommer till användning vid synteser känsliga för fukt, till exempel Grignardsynteser). Olika torkmedel kan komma till användning. Ett enkelt sätt att få lösningsmedlet fritt från torkmedlet är om torkmedlet och reaktionsprodukten båda är olösliga och kan tas bort genom dekantering eller filtrering. I andra fall kan destillation komma till användning för att ta bort torkmedel och andra föroreningar samtidigt.